# 윤용준 (야구인)
윤용준(尹容俊, 1991년 5월 17일 ~ )는 전 KBO 리그 삼성 라이온즈의 야구 선수인 투수이다. 2014년 삼성 라이온즈의 지명을 받지 못하여 육성선수로 입단하여 단 한번호 1군에 출전한 기록이 없다.

## 출신학교
- 대구내당초등학교
- 경운중학교
- 경북고등학교
- 강릉영동대학교

## 등번호
- `112번 (2군 및 퓨처스리그)